# Eszkimó-aleut nyelvcsalád
Elterjedési területe Szibéria és Észak-Amerika.
A családhoz tartozó nyelvek:
- Eszkimó nyelvek
  - Inuit nyelvek
    - grönlandi inuit (kalaalisut)
    - kelet-kanadai inuit (inuktitut)
    - nyugat-kanadai inuit (inuvialuktun)
    - észak-alaszkai inuit (inupiat)

  - Jupik nyelvek
    - közép-alaszkai jupik
    - alutiiq-alaszkai jupik
    - naukanszki szibériai jupik
    - közép-szibériai jupik

  - szirenyiki eszkimó (pontos besorolása vitatott: a jupik ághoz sorolják, vagy az eszkimó nyelvek önálló harmadik ágának veszik)
- Aleut nyelvek
  - keleti aleut
  - atkai aleut
  - orosz aleut